# Combretum rotundifolium
Espèce
Classification phylogénétique
Synonymes
Selon Tropicos (01 mars 2022)
- Combretum aubletii DC.
- Combretum basslerianum Mildbr.
- Combretum elegans Kunth
- Combretum guianense Miq.
- Combretum rotundifolium Rich.
- Combretum rotundifolium Jacq.
- Combretum magnificum Mart.
- Combretum punctatum Blume
- Combretum punctatum Steud.

Selon GBIF (01 mars 2022)
- Combretum aubletii DC.
- Combretum bassleranum Mildbr.
- Combretum basslerianum Mildbr.
- Combretum elegans Kunth
- Combretum guianense Miq.
- Combretum rotundifolium Rich.
- Combretum magnificum Mart.
- Combretum punctatum Steud.
- Combretum secundum G.Don

Combretum rotundifolium est une espèce de plantes à fleurs de la famille des Combretaceae. C'est une liane ligneuse ou un arbuste néotropical originaire d'Amérique du Sud.

En Guyane, il est connu sous les noms de Feuille singe rouge, Peigne singe rouge, Queue du singe rouge (Créole), Moyu akãta (Wayãpi), Meu abesu (Palikur), Ingi bosso (Aluku)
Au Suriname, on l'appelle Arimaka, Sekema (Karib), Baredaballi, Maribena, Jalimana (Arawak), Bosroe, Vreemoesse-noto (Sranan tongo).
On la nomme Abelero au Venezuela.
On rapporte aussi les noms de  Escova-de-Macaco (portugais), Monkey's brush (Anglais).

## Description
Combretum rotundifolium est une liane ligneuse montant jusqu'à 20 m avec une tige atteignant jusqu'à 10 cm de diamètre, ou parfois un arbuste haut jusqu'à 2,5-4(10) m.
Elle porte les typiques 'poils combrétacés' (souvent très clairsemé et présence d'écailles peltées).
Les feuilles et les fleurs portent des écailles peltées nettement visibles à la loupe (à moins qu'elles ne soient masquées par les trichomes glanduleux, peltés, rouges) et généralement de plus de 0,1 mm de diamètre.
Les feuilles sont simples, opposées, cartacées à subcoriaces, de forme largement ovales, oblongues-elliptiques ou elliptiques, à l'apex aigu généralement acuminé et à base cunéiforme à arrondie ou subcordée, atteint 4-17 cm de long pour 2-11 cm de large, généralement glabre mais parfois peu un pubescente sur les deux faces, modérément à densément rougeâtre à écailles dorées en dessous, plus ou moins sans écailles en dessus.
Les pétioles sont longs d'environ 3-10 mm, glabres, contigus rougeâtre avec des écailles dorées.
La nervation comporte (5-)6-9-(10) paires de nervures secondaires, et est généralement eu-camptodrome-brochidodrome, parfois eucamptodrome ou brochidodrome.
L'inflorescence est terminale robuste et non ramifiée, réparties de façon isolée ou en paires opposées à l'aisselle des feuilles.
Elle est glabre à légèrement pubescente, et porte des écailles rouge denses à contiguës (visibles après le séchage).
Il s'agit habituellement une grappe d'épis longue de 3-18(-22) m (parfois regroupés en grappes terminales atteignant 29 cm).
Les épis portent les fleurs de manière dense autour du rachis mais orientées en position verticale sur un rachis ± horizontal, avec de longues étamines exsertes formant le syndrome du goupillon.
Les fleurs sont rouges, de taille et de forme très variable, longues de (11)12–20 mm du rachis à l'apex des sépales (9–14 mm de l'apex de l'ovaire à l'apex des sépales).
L'hypanthium supérieur (au-delà de l'ovaire) mesure 6,3-16 x 3,5-7 mm, est de forme variable infundibuliforme à bucciniforme ou tubulaire, généralement au moins deux fois plus long que large, se rétrécissant progressivement à la base.
L'hypanthium inférieur est glabre à l'extérieur, long de 3,3 à 4,3 mm.
Le disque est bien développé, à bord couvert de poils raides.
Les 4 sépales sont triangulaires, pas ou à peine plus longs que larges.
Le 4 pétales sont glabres mais parfois légèrement écailleux à l'extérieur, de couleur rouge ou jaune vif, elliptiques, longs de 1,7-3,1 mm pour 0,8-1,2 mm de large, et plus courts que les lobes du calice ou dépassant parfois les extrémités des sépales de moins d'1 mm.
Les 8 étamines sont jaunes, exsertes, avec des filets sont rouges ou jaunes, exserts, et longs de (18,5-)20–30 mm.
Le style est long de 25,5-42 mm, s'étendant jusqu'aux étamines.
Le fruit, qui porte 4 ailes larges de 4.0.6-1,1 cm, est long de moins de 2-3(3,9) cm pour (1,3)1,5-3 cm de large (environ 1,5 fois plus long que large), de forme oblongue ou suborbiculaire, et modérément à densément couvert surtout sur le corps d'écailles rougeâtres, mesurant environ 70-250(-275) µm de diamètre, et comportant environ 35-70 cellules marginales.
Son apex est oblong à elliptique ou largement elliptique arrondi ou tronqué à profondément rétus et à peine apiculé.
Sa base est arrondie ou tronquée à rétuse avec un pseudostipe étroit très distinct long de 0,8-3 mm,,.

NB : Combretum rotundifolium est très similaire à C. fruticosum, mais s'en différencie par ses trichomes peltés rouges et par ses fleurs et fruits nettement plus gros.

## Répartition
Combretum rotundifolium est présent de la Colombie au Brésil (bassin inférieur de l'Amazone, s'étendant plus éparsement vers l'Ouest et le Sud), en passant par le Venezuela, le Pérou, le Guyana, le Suriname, et la Guyane,,.

## Écologie
Combretum rotundifolium est une liane de taille moyenne poussant dans les forêts décidues ou sempervirentes inondées, saisonnièrement inondées ou non inondées, souvent au bord des cours d'eau, sur sols argileux ou sableux, principalement dans les basses terres,.
On le rencontre au Venezuela dans les forêts sempervirentes de plaine et ripicoles autour de 0–300 m d'altitude.
En Guyane, il fleurit en août, et pousse dans les forêts anciennes de terre ferme (non inondées), et est commun dans les végétations secondaires et ripicoles.
L'anatomie et la physiologie des faisceaux conduteurs de Combretum rotundifolium (xylème et phloème) ont été étudiés.
Les fleurs de Combretum rotundifolium sont ornithophile (pollinisationes par des Trochiliformes, et Passeriformes) et entomophile (pollinisationes par des Lepidoptera et Hymenoptera), à Espírito Santo (Brésil).
L'anatomie des fruits de Combretum rotundifolium a été décrite en détail
Les feuilles de Combretum rotundifolium reste fonctionnelles pour la photosynthèse à des températures élevées : sans perte d'efficacité jusqu'à 44,14 °C et 50 % de dommage à partir de 50,75 °C.
Les fruits de Combretum rotundifolium sont consommés par les singes-araignées (Ateles spp.).
Les fruits ailés de Combretum rotundifolium sont dispersés par le vent (anémochorie).
Combretum rotundifolium est une plante adventice des cultures : on le trouve parmi la végétation secondaire des systèmes agricoles de l'Est-Amazonien.

## Utilisation
En Guyane, chez les Wayãpi on emploie la décoction des tiges écrasées de Combretum rotundifolium en lavage externe comme fébrifuge et l'abondante sève s'écoulant des tiges est posée sur le front contre les céphalées.
Les Palikur, l'emploient pour favoriser la fertilité féminine : elles consomment la décoction de rameaux très feuillus, mélangée avec un œuf cru de coq de roche (Rupicola rupicola).
Les Aluku consomment la décoction de tiges et feuilles sont écrasées dans l'eau froide pour soigner les douleurs dues à un refroidissement, et se lavent les yeux avec la sève, avec la décoction refroidie de feuilles mises dans un linge ou dans une feuille de bananier, pour guérir les blessures oculaires.
En Colombie, les Carijona (en) mâchent les fleurs de Combretum rotundifolium pour stopper le saignement des gencives .
Les Combretum contiennent généralement des saponines triterpéniques,, de la caféine et des tanins.

## Chimie
On a isolé des molécules originales de la famille des arabinofuranoside damarane acides dans les feuilles de Combretum rotundifolium.

## Protologue

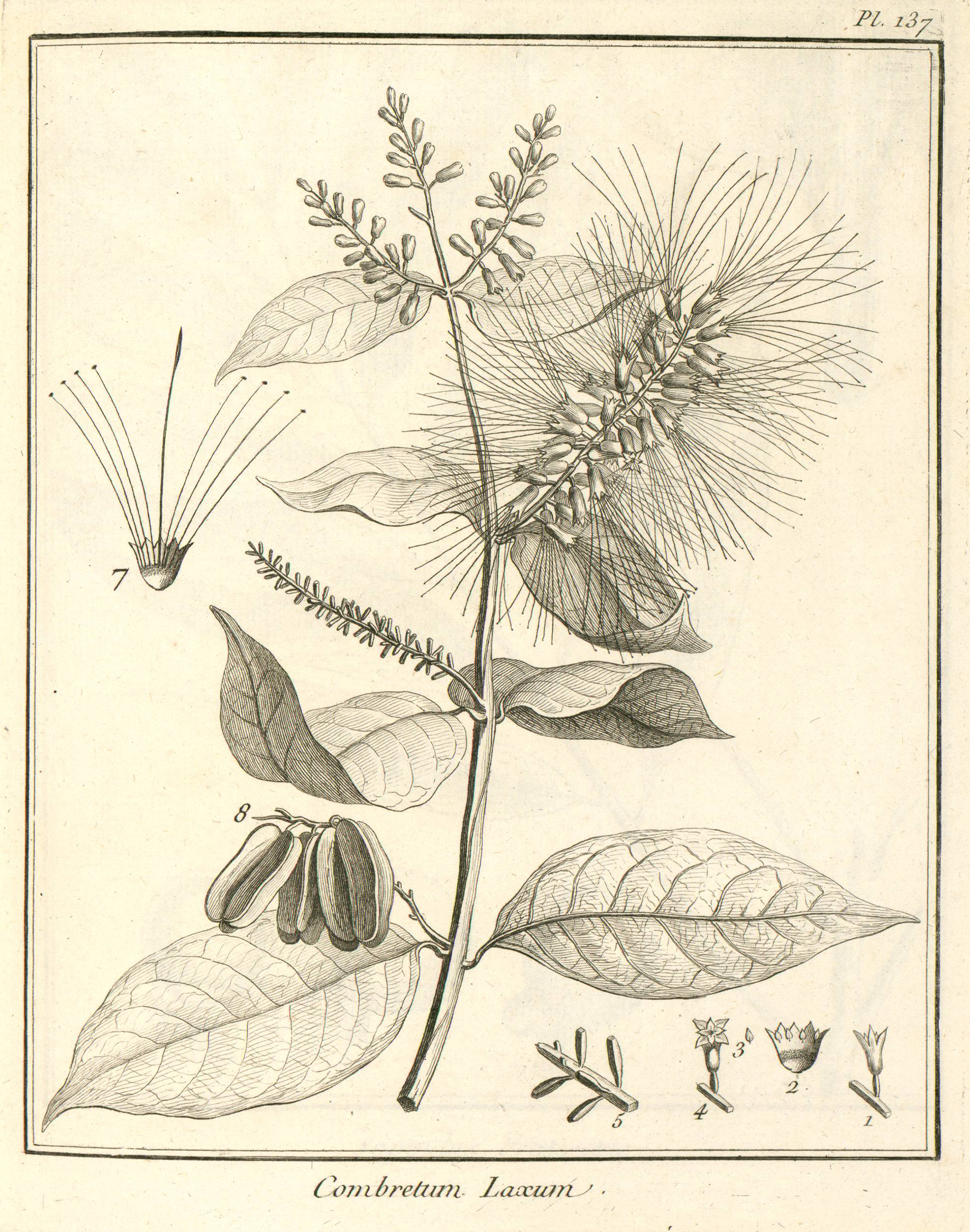
Combretum rotundifolium par Aublet (1775)
Planche 137 : 1. Calice. - 2. Calice ouvert. Pétales. - 3. Pétale ſéparé. - 4. Ovaire. Corolle épanouie. - 5. Portion d'épi. Ovaires. - 7. Calice ouvert. Étamines. Style. Stigmate. - 8. Capſules.

En 1775, le botaniste Aublet propose le protologue suivant pour Combretum laxum Aubl. (syn. : Combretum rotundifolium Rich.) :

« COMBRETUM (laxum). (Tabula 137.)
Combretum (laxum) ſpicis laxis. Lin. Spec. 
Combretum floribus octandris, ſpicis laxis, ſecundis. Jacq. Amer.19.
Gaura fruticoſi ſubſcandens, foliis oppoſitis. LŒFL. It. 248. p. 310.
Anonymos ſcandens, fructu membranaceo quadri-alato. PLUM. Mſſ. tom. 5. fig. 127.
Frutex ramos plures ſarmentoſos, nodoſos, ſuprà arbores vicinas ſparſos, è caudice emittens, ramulis ſummis tetragonis folioſis & florifetis. Folia oppoſita, ovato acuminata, integerrima, glabra, brevi petiolata. Flores ſpicati, alternatim axillares, & terminales.
CAL. Perianthium monophyllum, campanulatum, deciduum, quadridentatum, coccineum, denticulis acutis.
COR. Petala quatuor, minima, fiava, ad inciſuras calycis.
STAM. Filamenta octo, capillaria, longiſſima, calycis fundo piloſo inſerta. Antheræ ſubrotundæ, bilocutares.
PIST. Germen minimum, inſerum, tetragonum, calyci ſubpoſitum. Stylus longiſſimus, ſtaminibus longior. Stigma oblongum, carnoſum.
PER. Capsula oblonga, tetragona, angulis alatis, non dehiſcens, unilocularis.
SEM. ovato-oblorigum. Flores numeroſi, ſubſeſſiles, in ſpicam longam, ſimpliccm, diſpoſiti.
Florebat fructumque ferebat Octobri.
Habitat ad ripam fluvii Sinémarienſis.
Nomen Caribæum CHIGOUMA.

LE CHIGOMIER. (PLANCHE 137.)
Cet arbrisseau pouſſe de ſa racine un tronc cylindrique, haut de ſept à huit pieds, ſur environ trois ou quatre pouces de diamètre. Son écorce eſt brune. Son bois eſt rouſſâtre. Il jette, à meſure qu'il ſe prolonge, des branches ſarmenteuſes qui s'étendent ſur les troncs des arbres voiſins, ſe prolongent juſque ſur leurs ſarments, & laiſſent tomber pluſieurs rameaux qui s'inclinent vers la terre. Ces branches & ces rameaux ſont noueux & à quatre angles obtus. Les nœuds ſont garnis de deux feuilles oppoſées, liſſes, vertes, ovales, terminées par une longue pointe. Les plus grandes ont ſix pouces de longueur, ſur trois & demi de largeur; leur pédicule eſt court. Les fleurs naiſſent à l'aiſſelle d'une feuille, ou à l'extrémité des rameaux. Elles ſont diſpoſées en épis ranges près à près ſur un pédoncule ſimple qu'elles couvrent entièrement. 
Le calice eſt rouge, d'une ſeule pièce en forme de coupe, diviſé en ſon limbe en quatre parties aiguës & égales. Il eſt porte ſur un petit ovaire oblong à quatre angles. 
La corolle eſt à quatre petits pétales jaunes, attaches par un onglet, au calice, un peu au deſſous de ſes divisions. 
Les étamines ſont au nombre de huit, placées ſur la paroi interne & inférieure du calice qui eſt hériſſé de poils blancs. 
Les filets ſont grêles, rouges, & ont plus d'un pouce de longueur. L'anthère eſt ovoïde, très petite, jaune & à deux bourſes. 
Le piſtil eſt un ovaire à quatre angles qui ſoutient le calice. Il eſt ſurmonté d'un style rouge de la même longueur que les étamines. Il eſt terminé par un stigmate obtus & charnu. 
Lorſque la fleur paſſe, le calice & le ſtyle tombent. 
L'ovaire devient une capsule ſèche, rouſſâtre, à quatre ailes membraneuſes. Elle n'a qu'une loge dans laquelle eſt renfermée une ſemence oblongue, & à deux cotylédons. Cette capſule ne s'ouvre point dans ſa maturité. 
Cet arbriſſeau eſt nommé CHIGOUMA par les Galibis. Il croît ſur différents arbres qui bordent la rivière de Sinémari, à vingt lieues & ſon embouchure. 
II étoit en fleur & en fruit dans le mois d'Octobre. 
J'ai cultivé le même arbriſſeau dans le jardin du Réduit à l'Iſle de France, à cauſe de la beauté de ſes fleurs. Il m'avoit été apporté de Madagaſcar par M. de Leſquelin, Capitaine de vaiſſeau de la Compagnie des Indes. 
II ſe trouve à l'Iſle de France, quartier de Moka, une eſpèce du même genre qui diffère par ſes fleurs blanchâtres & par ſes capſules plus petites. »

— Fusée-Aublet, 1775.

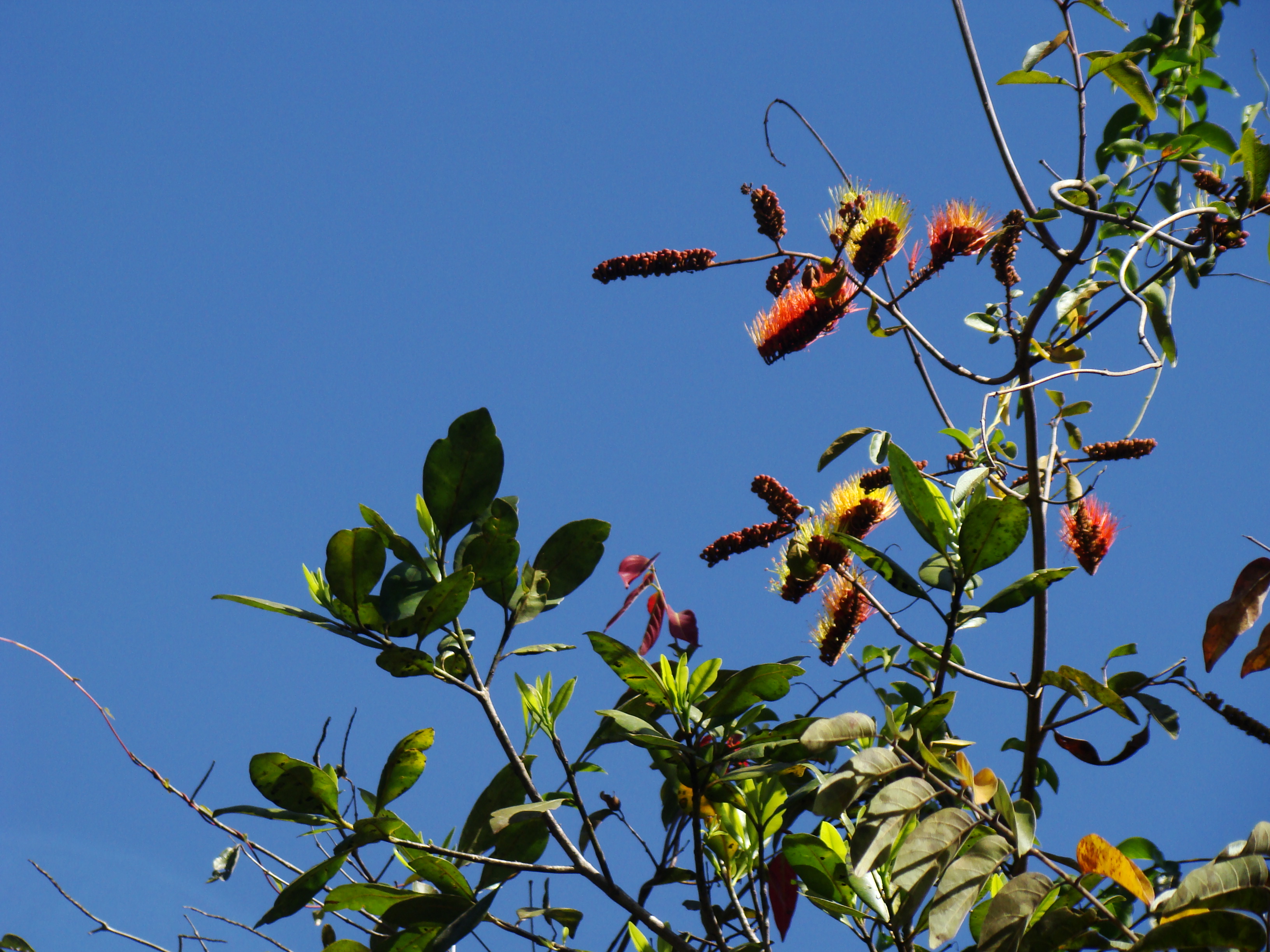
Houppier de Combretum rotundifolium au Brésil.
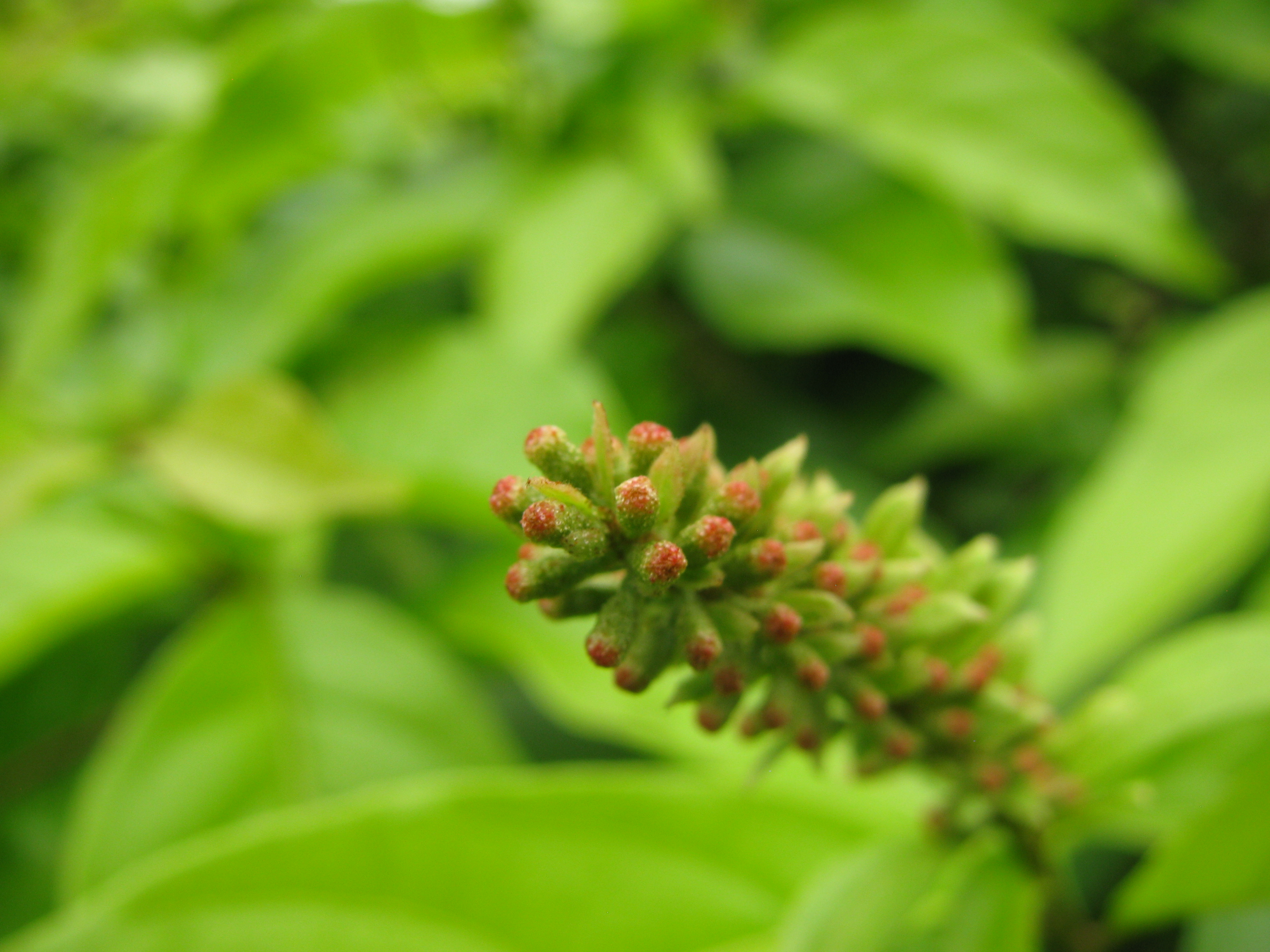
Jeune inflorescence de Combretum rotundifolium cultivé dans un Parc à Kolkata (Inde).
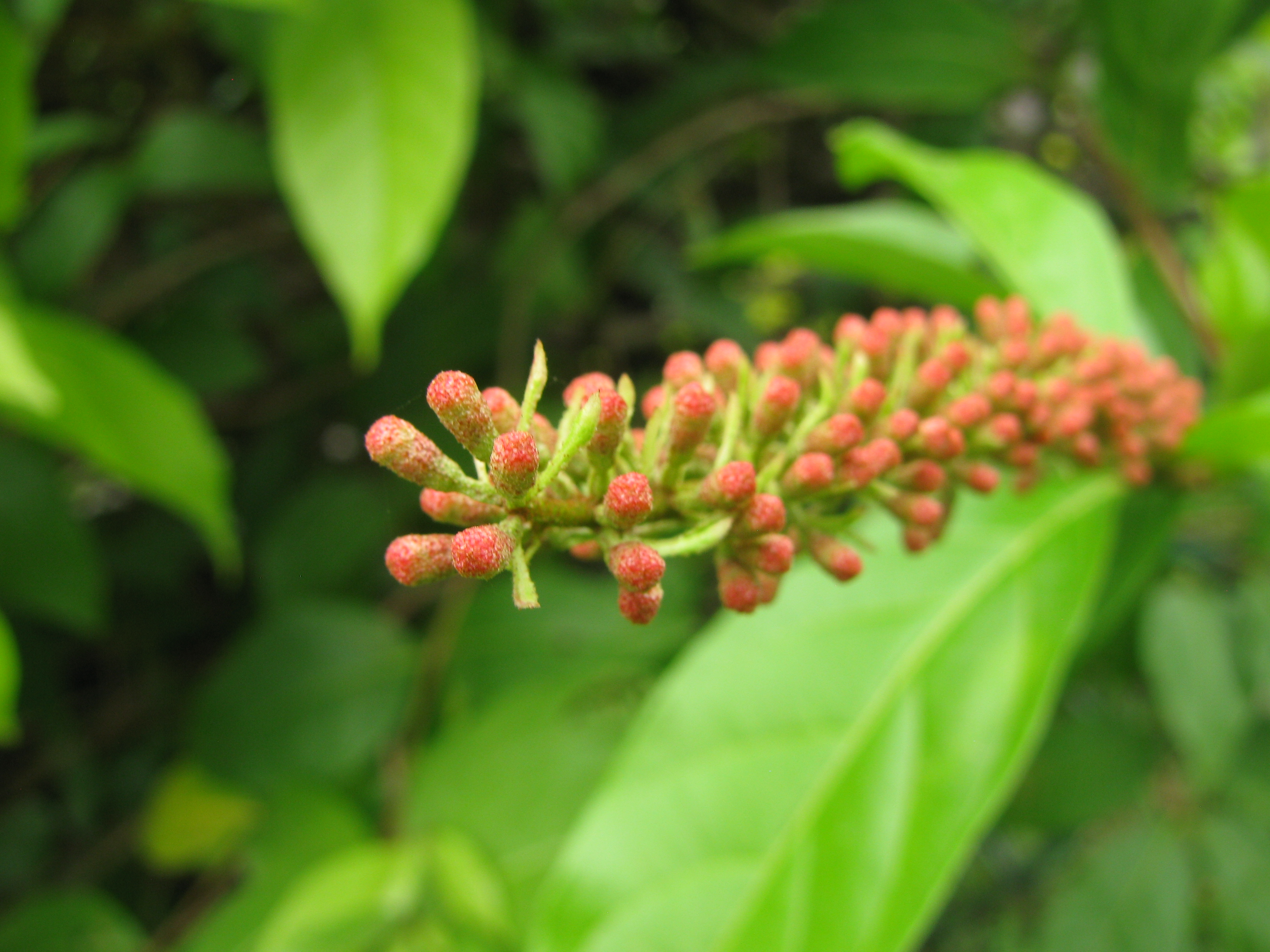
Jeune inflorescence de Combretum rotundifolium.
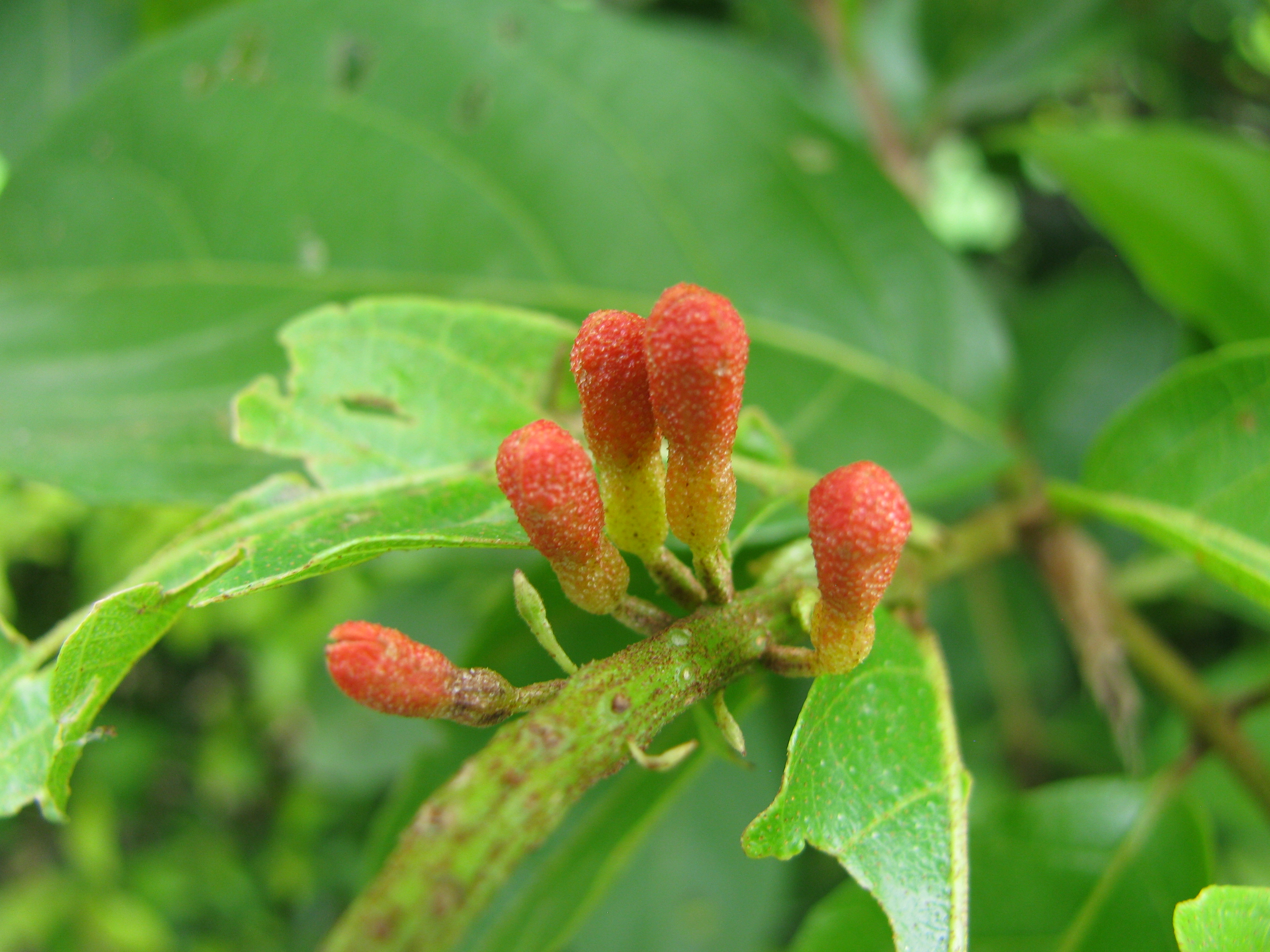
Boutons floraux de Combretum rotundifolium.
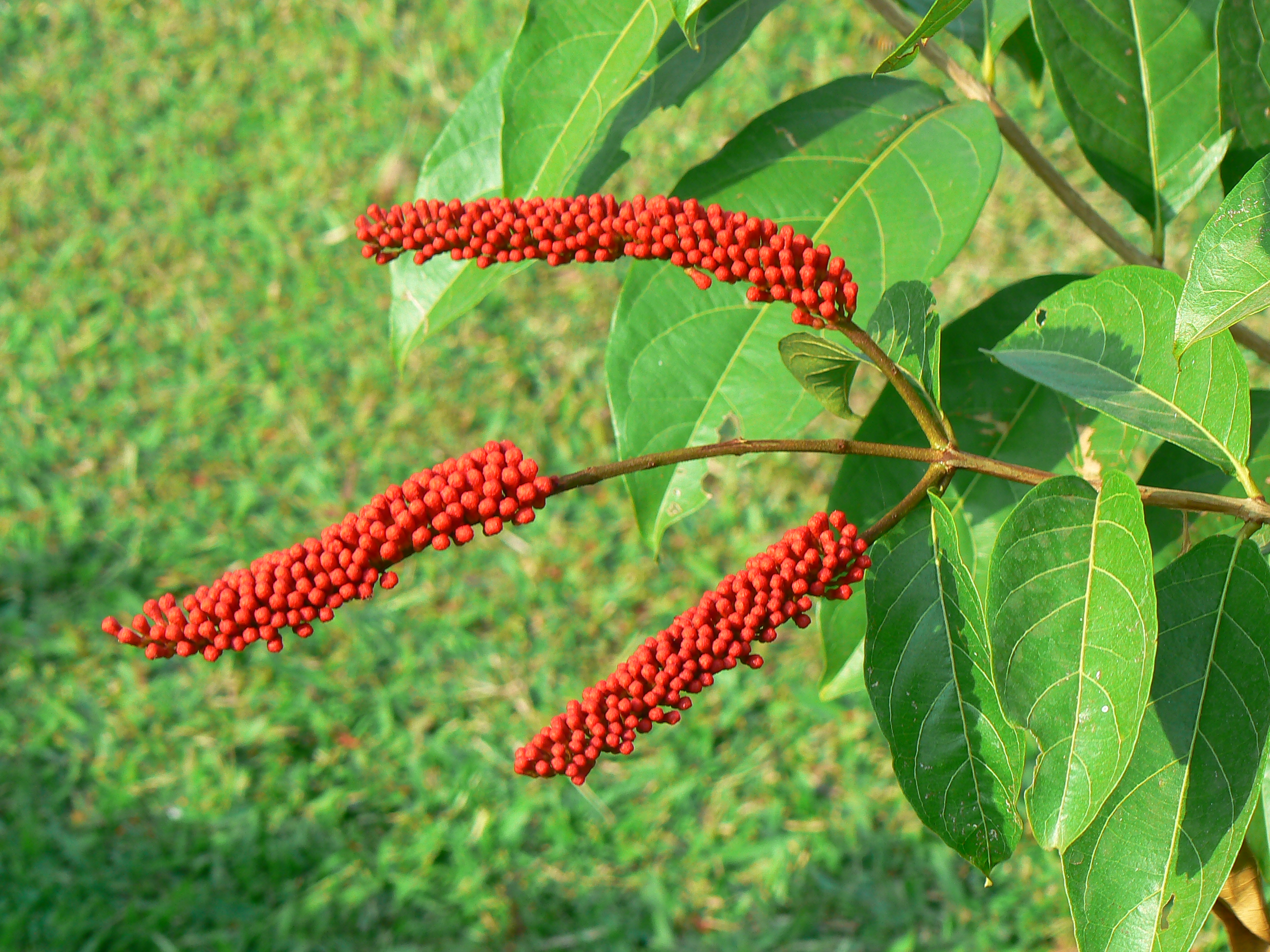
Boutons floraux de Combretum rotundifolium.
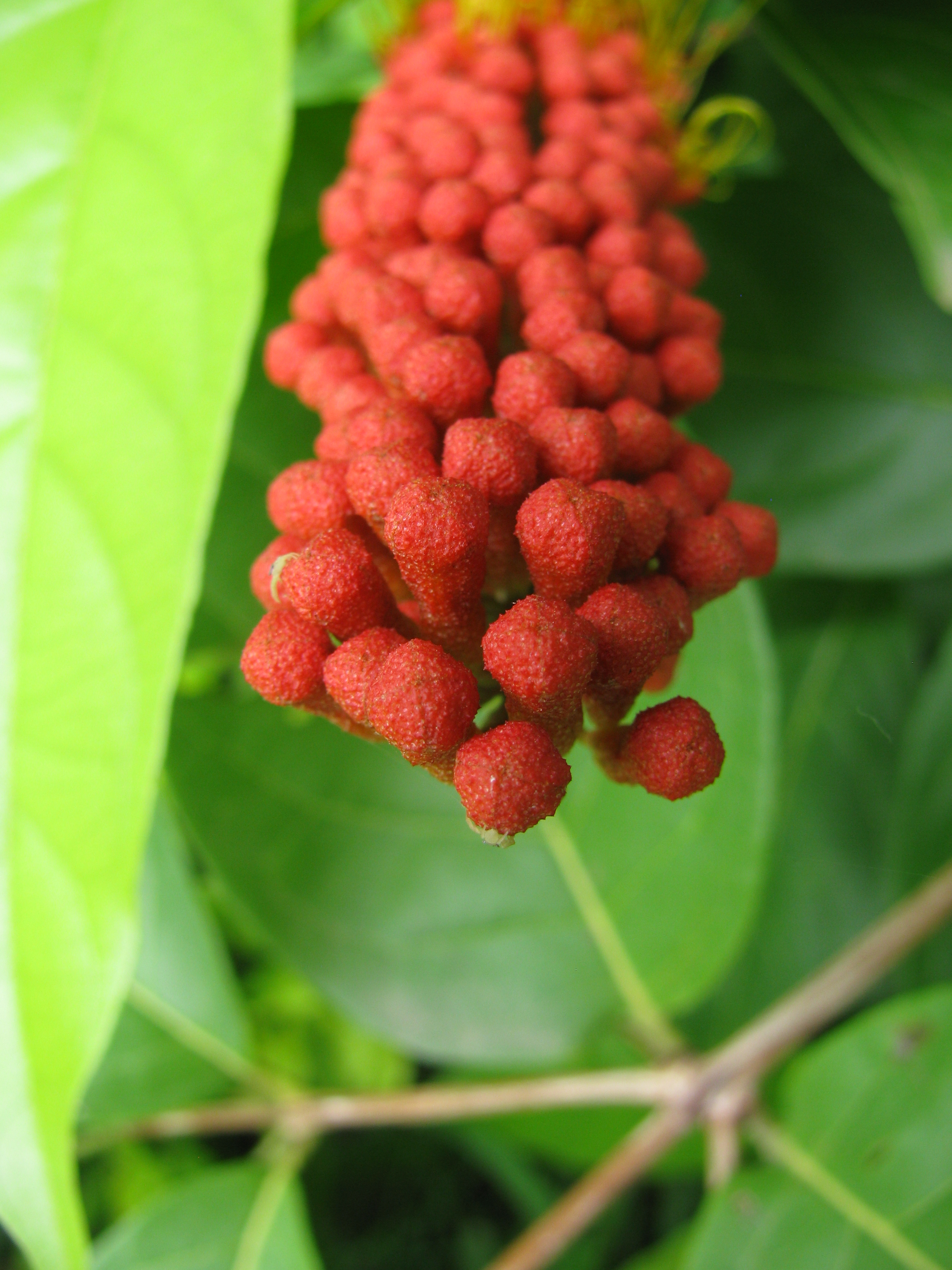
Boutons floraux de Combretum rotundifolium.
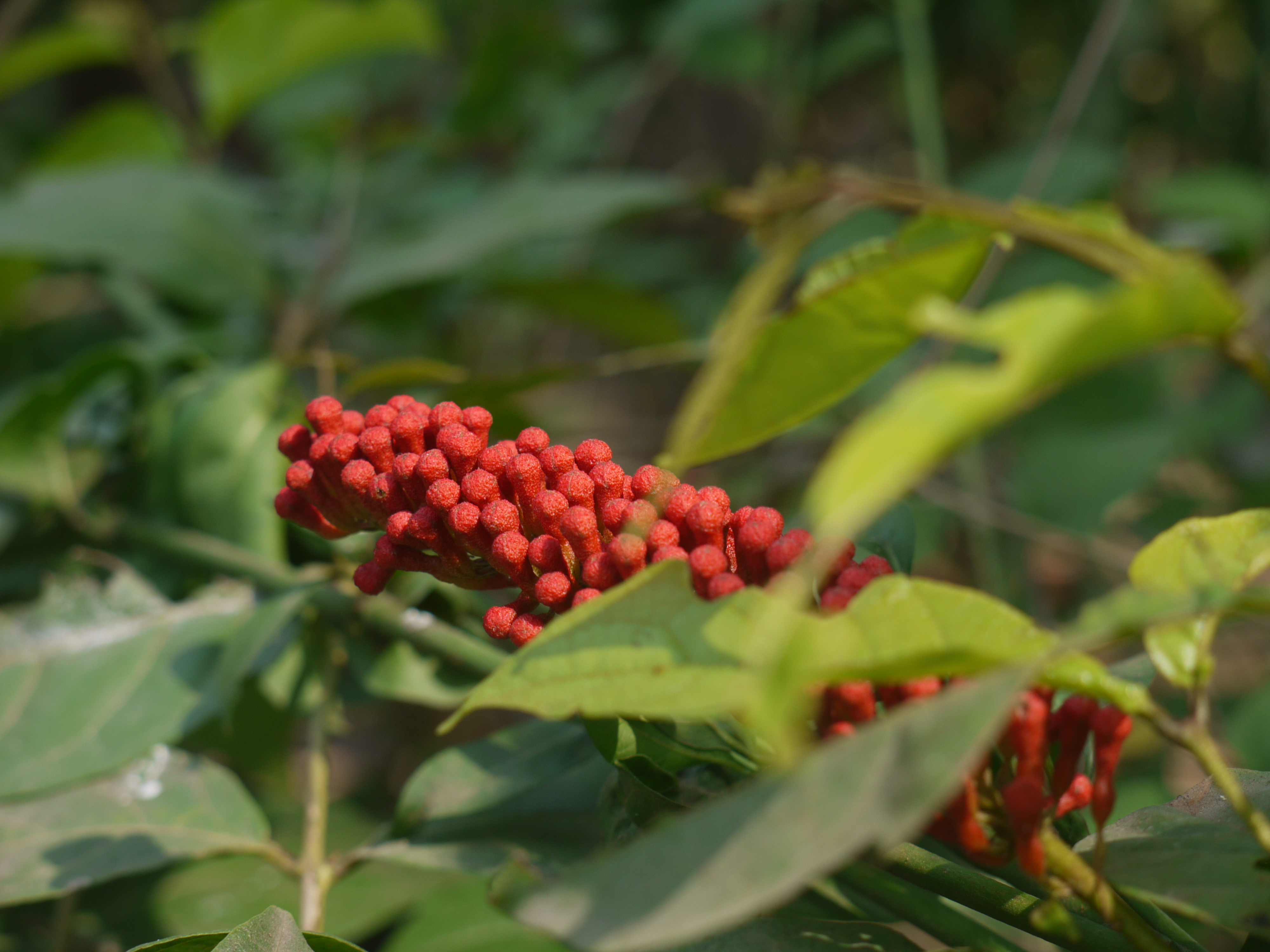
Inflorescence de Combretum rotundifolium.
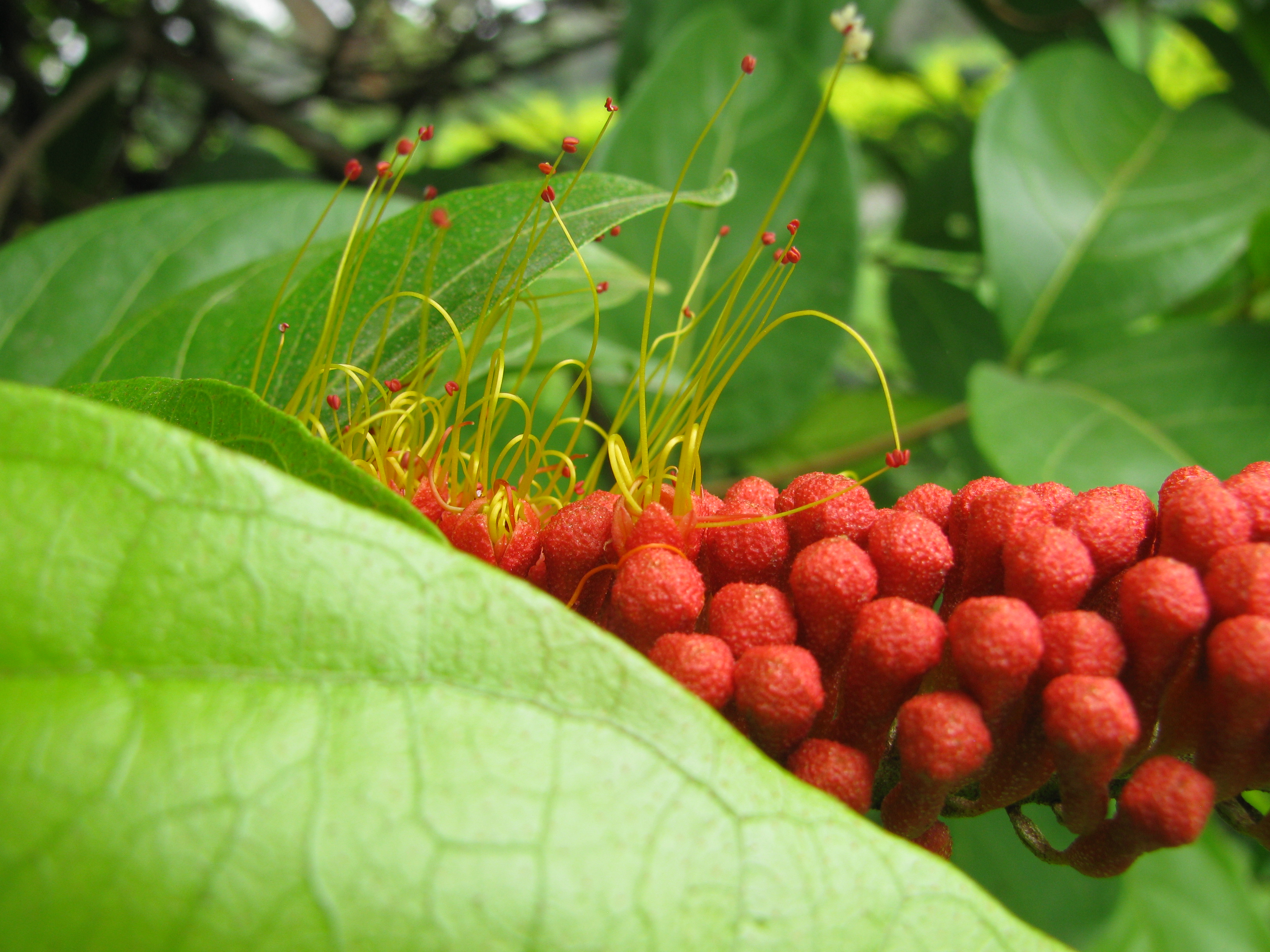
Jeunes fleurs de Combretum rotundifolium.
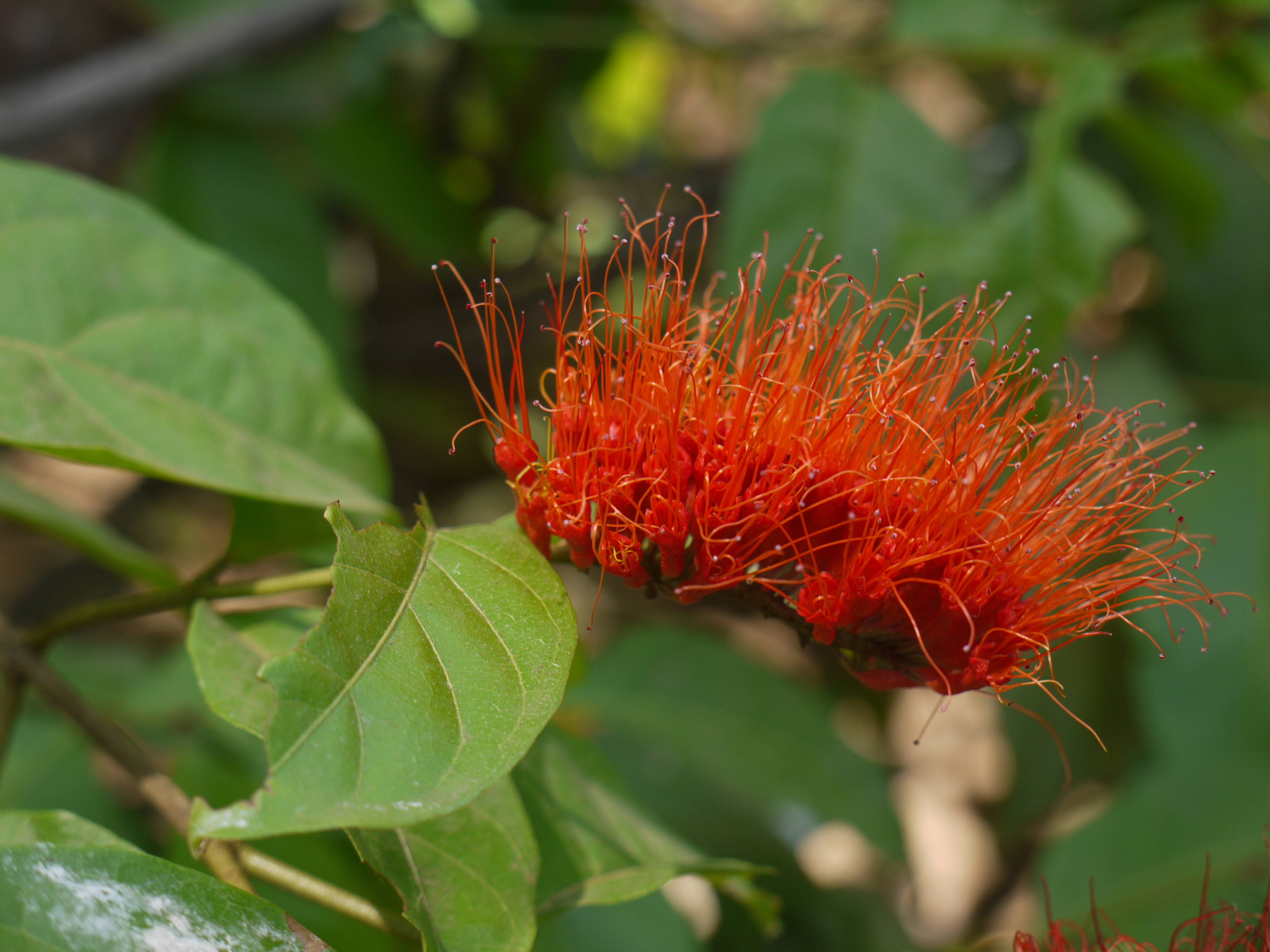
Inflorescence de Combretum rotundifolium.
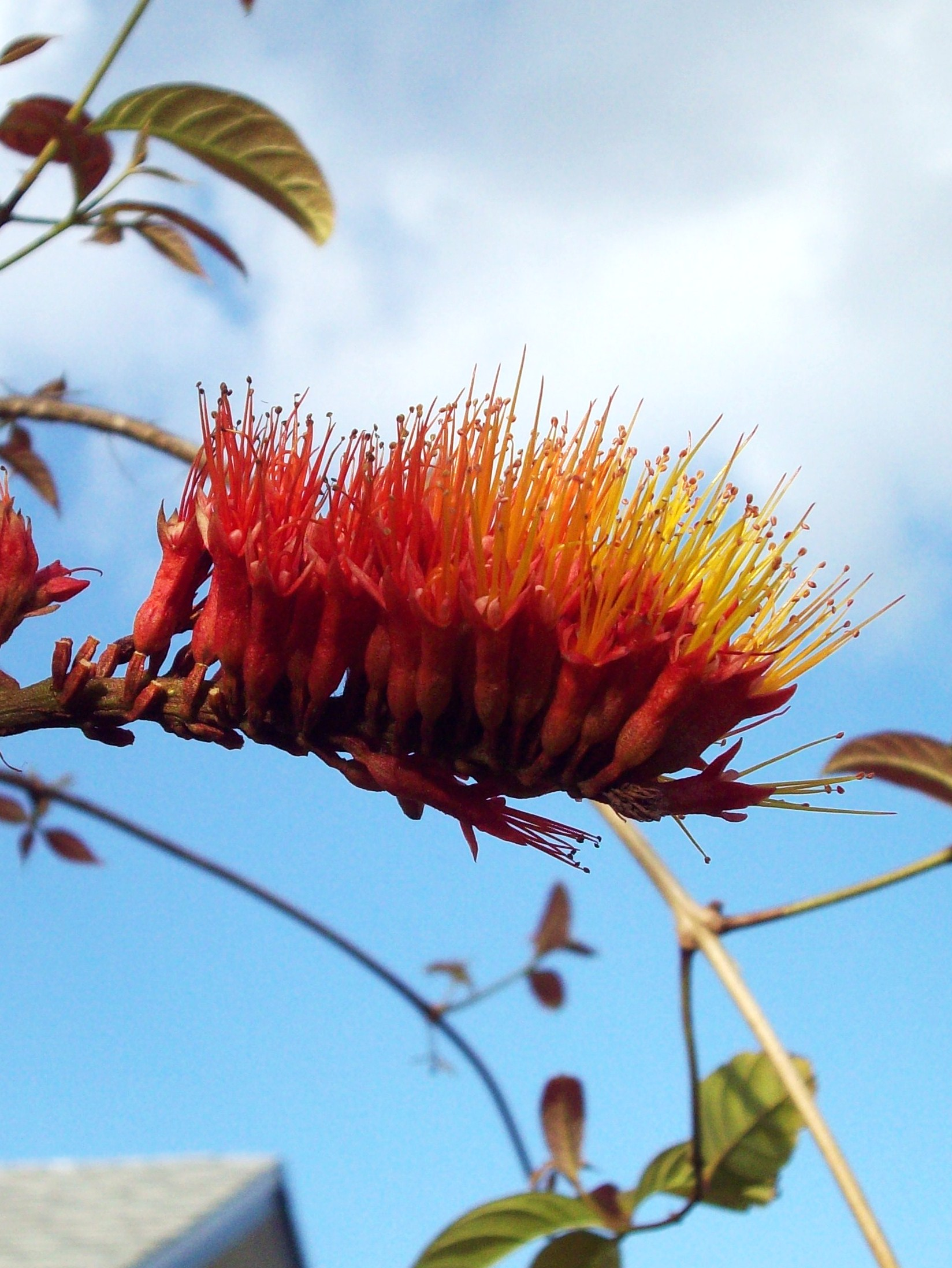
Inflorescence de Combretum rotundifolium.
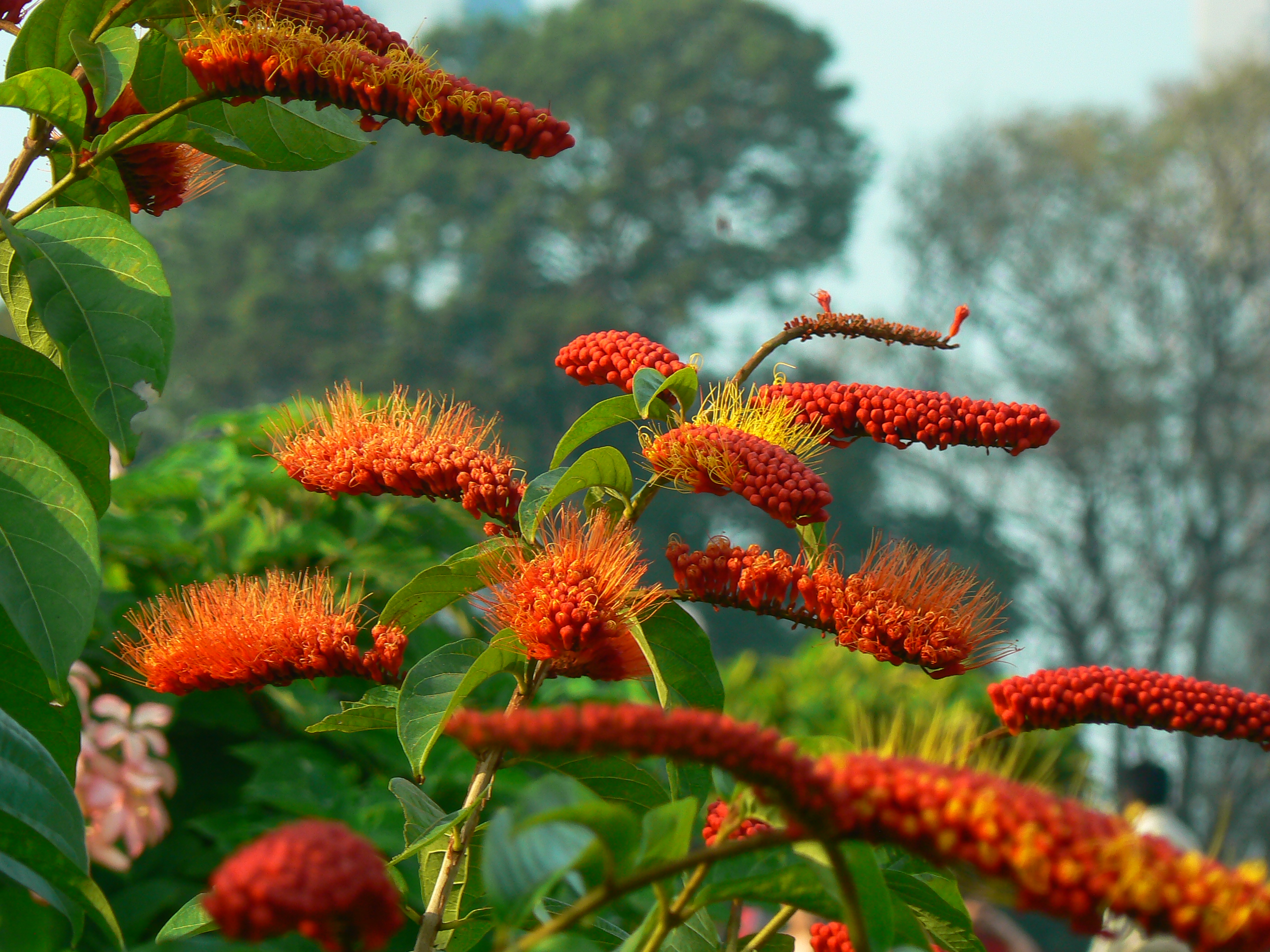
Inflorescences de Combretum rotundifolium cultivé en Californie.
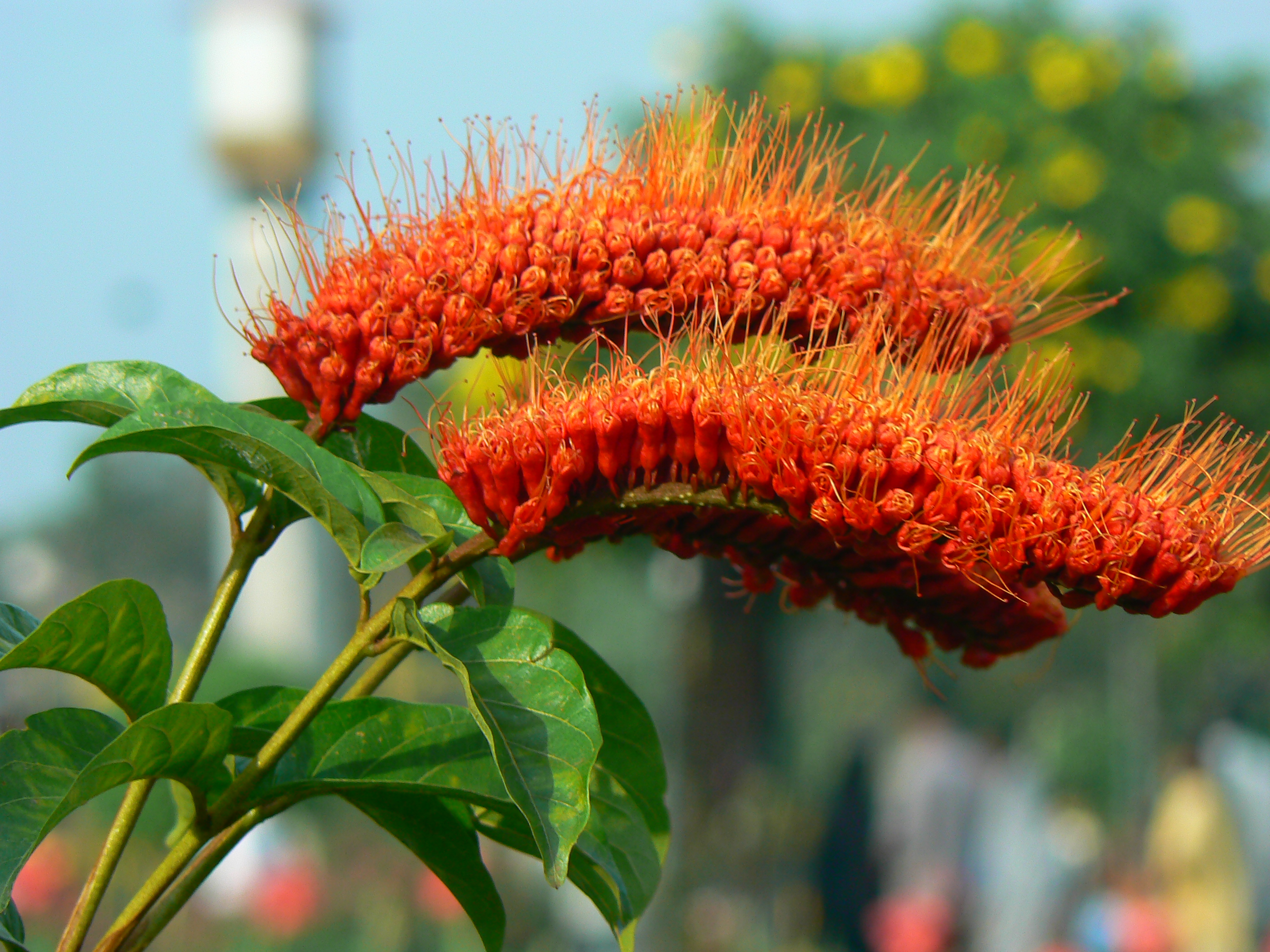
Inflorescences de Combretum rotundifolium.
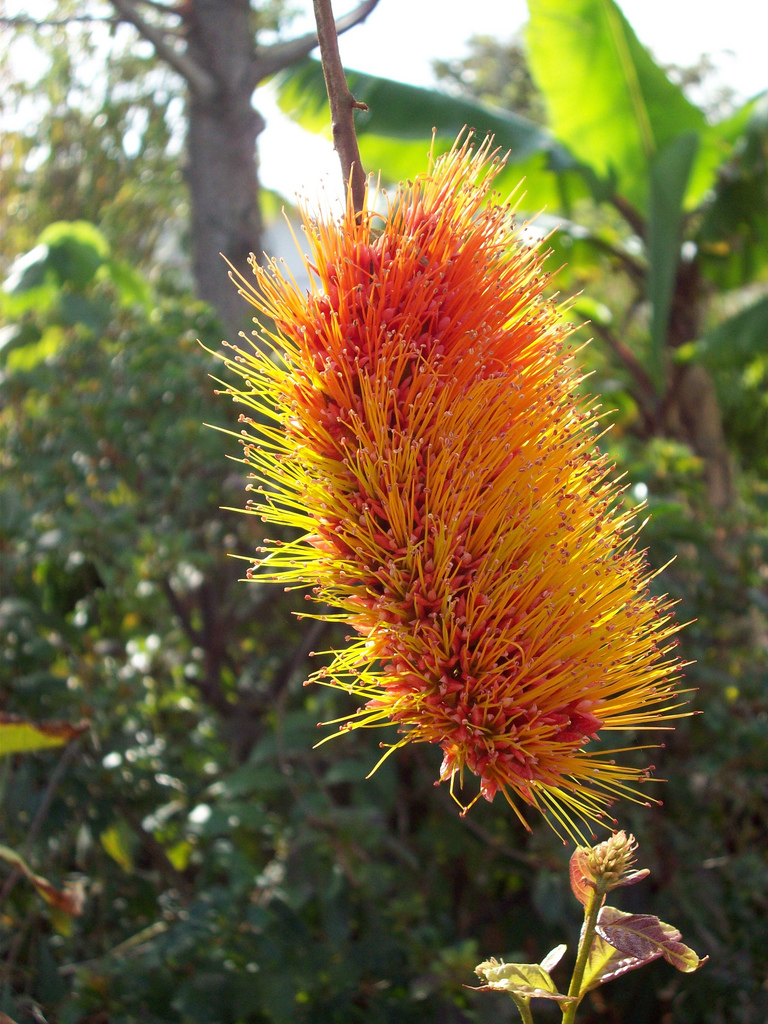
Inflorescence de Combretum rotundifolium (vue de dessus).
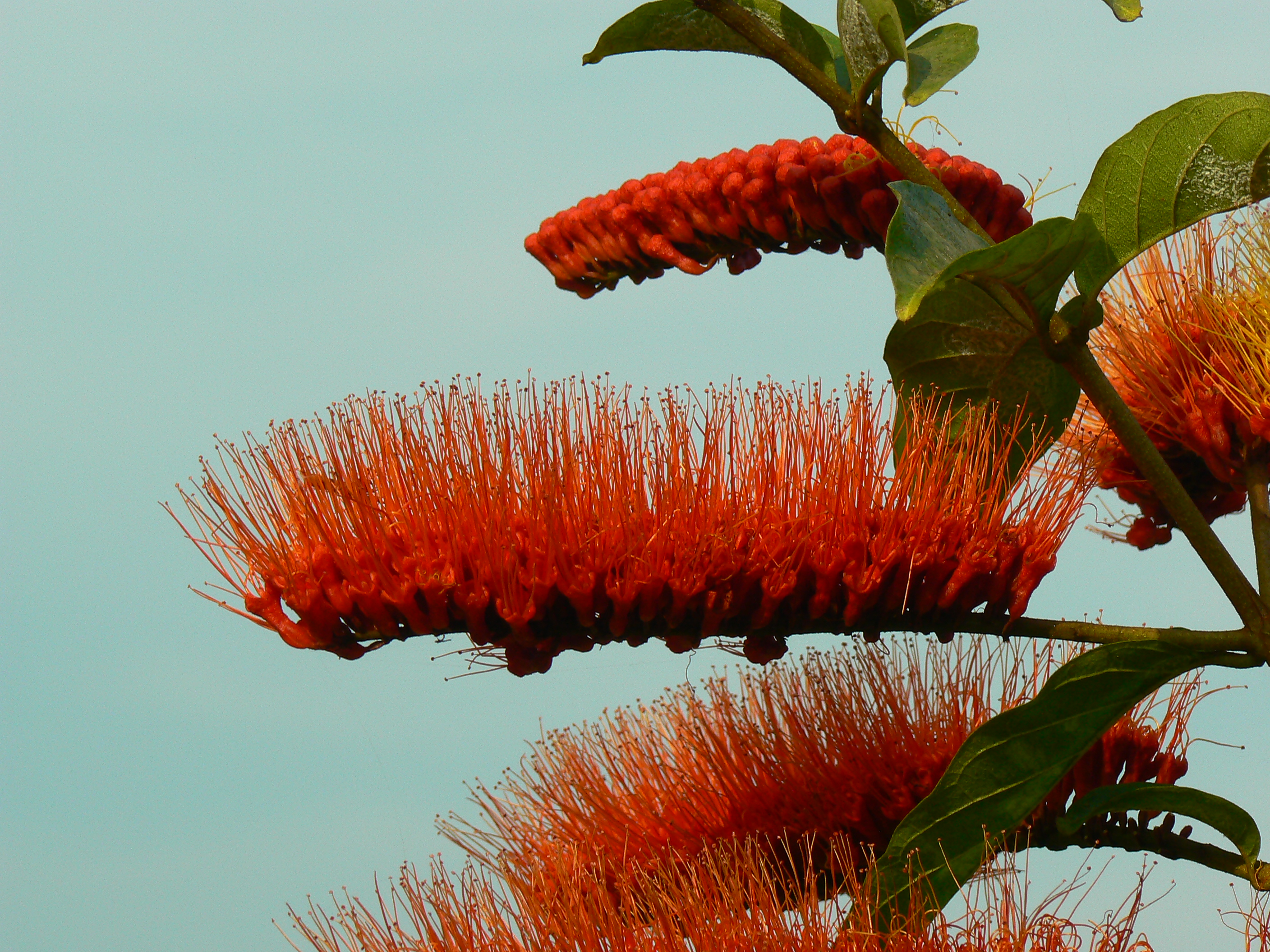
Inflorescence de Combretum rotundifolium (vue de profil).